# Conservatorio di Musica Statale V. Bellini di Caltanissetta
Il Conservatorio di Musica Statale V. Bellini di Caltanissetta è un'istituzione musicale italiana di alta formazione artistica, musicale e coreutica (AFAM), che fa parte del sistema universitario statale, da non confondere con l'omonimo conservatorio Vincenzo Bellini di Catania. È situato nel centro storico della città, nell'ex convento dei gesuiti annesso alla Biblioteca Scarabelli.

## Storia

Cartolina d'epoca

L'ente nacque nel 1975 su iniziativa dell’amministrazione provinciale di Caltanissetta come liceo musicale intitolato a Vincenzo Bellini. Sin dalle origini, l'istituto ebbe sede negli storici ambienti dell'ex collegio gesuitico. All'inizio furono attivati solamente i corsi di violino, violoncello, pianoforte, flauto, canto e il corso straordinario di chitarra con i relativi corsi complementari, mentre le prime lezioni si svolsero nei locali del piano terreno dell'Istituto di formazione professionale Umberto I.
Nel 1979, dopo aver ottemperato alla creazione di un numero minimo di scuole strumentali come previsto dalla legge, il liceo musicale assunse la denominazione di istituto musicale pareggiato Vincenzo Bellini, diventando un'istituzione di alta formazione artistica e musicale. Nel 1996, con la chiusura dell'istituto Umberto I, l'istituto musicale poté disporre degli ambienti resi liberi dello stesso.
Il 14 ottobre 2022, con il decreto n° 1184, il Ministero dell'università e della ricerca dispone la statizzazione dell’ISSM Bellini, che viene promosso da istituto musicale pareggiato a “Conservatorio Statale di Musica Vincenzo Bellini Caltanissetta”; dal 1 gennaio 2023 assume definitivamente il nuovo assetto Istituzionale di Conservatorio di Stato completando il percorso di trasformazione dell'ISSM Bellini da ente provinciale ad ente statale.

## Struttura
L'istituto è organizzato nei seguenti dipartimenti:
- Canto e teatro musicale
- Discipline teorico-pratiche analitiche e musicologiche
- Musica d'insieme
- Pianoforte, strumenti a tastiera e a percussione
- Strumenti ad arco e corde
- Strumenti a fiato

Presso l’Istituto superiore di studi musicali Vincenzo Bellini è presente un’orchestra da camera, un’orchestra di fiati e un coro.
Dispone di una biblio-fonoteca a partire dal 1988; con un catalogo musica di circa 5000 volumi, per il catalogo di cultura musicale e teoria della musica circa 700 volumi e per la fonoteca circa 1500 dischi con oltre 4000 titoli musicali.

### Didattica
La didattica si articola in:
- Corsi propedeutici
- Corsi accademici triennali di 1º Livello
- Corsi accademici biennali di 2º Livello
- Master di 1º livello
- Master di 2º livello

## Direttori
- Pietro Costanza (1975-1982)[7]
- Raffaele Vinci (1982-2003)[11][15]
- Angelo Licalsi (2003-2011)[11]
- Gaetano Buttigè (2011-2014)[11]
- Angelo Licalsi (dal 2014-2022)[16]
- Michele Mosa (dal 2022)[1]